# West Newbury
West Newbury – miejscowość w hrabstwie Essex, w stanie Massachusetts USA.

## Znane osoby
W tym mieście mieszka sławny wrestler John Cena.